# Pavlov (kráter)

Poloha kráteru Pavlov (v pravé dolní části mapy rovníkové oblasti Měsíce).

Pavlov je relativně velký měsíční kráter nacházející se na jižní hemisféře na odvrácené straně Měsíce, tudíž není pozorovatelný přímo ze Země. Má průměr 143 km, pojmenován je podle ruského fyziologa a lékaře Ivana Petroviče Pavlova. Leží mezi krátery Jules Verne na jihovýchodě a Levi-Civita na severu. Severozápadně lze nalézt kráter s lávou zaplaveným dnem Ciolkovskij a východo-jihovýchodně Mare Ingenii (Moře touhy).
Jeho dno je relativně ploché a uvnitř Gagarina se nacházejí další menší krátery. V severozápadním kvadrantu vyniká krátký a nepojmenovaný řetězec kráterů.

## Satelitní krátery
V okolí kráteru se nachází několik dalších kráterů. Ty byly označeny podle zavedených zvyklostí jménem hlavního kráteru a velkým písmenem abecedy.
| Pavlov | Sel. šířka | Sel. délka | Průměr |
| ------ | ---------- | ---------- | ------ |
| G      | 29.1° J    | 145.4° V   | 43 km  |
| H      | 28.6° J    | 143.5° V   | 18 km  |
| M      | 32.3° J    | 141.8° V   | 74 km  |
| P      | 33.7° J    | 139.5° V   | 44 km  |
| T      | 28.0° J    | 138.0° V   | 46 km  |
| V      | 26.7° J    | 138.0° V   | 38 km  |